# Lev Gillet
 (août 2022).
Pour les articles homonymes, voir Gillet.
Lev Gillet (Louis Gillet) est un prêtre et théologien orthodoxe français, recteur de la première paroisse orthodoxe de langue française, passeur entre l'Orient et l'Occident chrétien, né le 6 août 1893 à Saint-Marcellin (Isère) et mort le 29 mars 1980 à Londres (Royaume-Uni). Il est l'auteur de nombreux articles et livres qu'il signe souvent sous le nom d'« un moine de l’Église d’Orient ». 

## Éléments biographiques
Après des études de philosophie à Grenoble et à Paris, il est mobilisé pendant la Première Guerre mondiale, et fait prisonnier en 1914 ; il passe trois ans en captivité en Allemagne où il rencontre des prisonniers russes pour lesquels il éprouve de la sympathie. 
Il fait ensuite des études de psychologie à Genève. Attiré par la vie monastique, il entre chez les bénédictins à Clervaux. Attiré par le monde chrétien oriental, il fait connaissance du métropolite André Szeptyki et prononce ses vœux définitifs au monastère studite d’Univ en Galicie. 
Déçu par l’attitude de l’Église catholique envers le christianisme orthodoxe, le Père Lev est reçu dans l’Église orthodoxe à Paris en mai 1928, par Mgr Euloge, responsable de l'Église russe en Europe occidentale, et en novembre 1928 il devient le recteur de la paroisse Sainte-Geneviève-de-Paris, la première paroisse orthodoxe francophone.  
En 1938, il quitte Paris pour s’installer à Londres, dans un premier temps dans le cadre d'un foyer s'occupant de jeunes réfugiés juifs et judéo-chrétiens de l'Europe centrale puis dans le cadre du Fellowship of Saint Alban and Saint Sergius, organisme œcuménique voué au rapprochement entre l’Église anglicane et l’Église orthodoxe. Il reste en Angleterre jusqu’à son décès, faisant de nombreux voyages à l’étranger, notamment en France, en Suisse et au Liban, où il participe au renouveau spirituel de l’orthodoxie antiochienne.

## Publications
- Communion in the Messiah. Studies in the Relationship between Judaism and Christianity, Redhill, Londres, 1942 (en anglais seulement).
- La prière de Jésus, Chevetogne/Seuil, 1951 ; 1974.
- Jésus, simples regards sur le Sauveur, Chevetogne/Seuil, 1959 ; 1996.
- Présence du Christ, Chevetogne, 1960.
- Le Visage de lumière, Chevetogne, 1966.
- The Shepherd, Fellowship of St Alban and St Sergius, 1968 (en anglais seulement).
- The Burning Bush, Fellowship of St Alban and St Sergius, 1971(en anglais seulement).
- Amour sans limites, Abbaye de Chevetogne, 1971, 106 p., (ASIN B0083VH5VK).
- Ils regarderont vers lui, Chevetogne, 1976.
- La Colombe et l'Agneau, Chevetogne, 1979.
- Introduction à la spiritualité orthodoxe, Desclée de Brouwer, 1983.
- Catéchèse orthodoxe : L’an de grâce du Seigneur : Un commentaire de l’année liturgique byzantine, Cerf, 1988, 360 p. (ISBN 978-2-2040-2955-1).
- Notre Père, Introduction à la foi et à la vie chrétienne, Cerf, 1988.
- L'Offrande liturgique, Cerf, 1988.
- Au Cœur de la fournaise, Cerf/Le Sel de la Terre, 1998.
- Unité en division les lettres de Lev Gillet, un moine de l'Église d'Orient, à Andrei Cheptytsky 1921-1929 Gillet, Lev Parole et silence, Saint-Maur (Val-de-Marne) - avril 2009

## Méditation
Commentaire selon saint Luc (Lc 1, 39-56) :
La femme vêtue de lumière

« Seigneur Amour, je te rends grâces pour le Principe Féminin que tu as introduit dans ton univers et que tu as intimement associé au salut du monde. Souvent par lui, mieux que par la force virile, tu nous as révélé certains aspects de l'Amour divin, de l'Amour humain, de l'Amour cosmique.

Bénie sois-tu, Femme dont la nature est essentiellement aimante, toi qui sembles, d'instinct, t'ouvrir à la grâce et aller vers l'Amour sans limites !

Bénie sois-tu, Femme, qui es accueil et réceptivité, toi dont la position n'est point le rendement, la production, le travail sur les choses, mais le vif sentiment et le soin dévoué de ce qui est vivant !
Penser à toi en ces termes, c'est sans doute provoquer l'ironie de beaucoup d'hommes et l'irritation de beaucoup de femmes, mais je persisterai à voir d'abord en toi la Femme qu'enveloppe le soleil.

Bénie sois-tu surtout, entre toutes les femmes, Femme unique qui as été tout ensemble la Vierge parfaite, l'Épouse aimée et aimante fécondée par l'Esprit, la Mère du Dieu fait homme, notre sœur à tous, notre Mère à tous !

Bénie sois-tu, toi en qui n'est aucune pesanteur, mais en qui tout est grâce, toi qui étends sur le monde comme un voile tissé d'or, toi qui emplis l'univers d'une invisible bonté, toi dont nous pouvons respirer la présence comme un air léger et un souffle subtil, toi qui veilles sur nos corps fragiles et soutiens nos faibles cœurs.

Ô apprends-nous chaque jour la Tendresse ! »

— Un Moine de l'Église d'Orient. Amour sans limites, Chevetogne, 1971, p. 95-96.